# NGC 1485
NGC 1485 è una piccola galassia a spirale situata nella costellazione della Giraffa, a una distanza di circa 49 milioni di anni luce dalla nostra Via Lattea.

## Scoperta
La galassia è stata scoperta il 24 febbraio 1886 dall'astronomo statunitense Lewis Swift.

## Descrizione
NGC 1485 ha una classe di luminosità II e presenta una larga riga a 21 cm dell'idrogeno neutro.